# J.K. Hansen
Jens Kristian Hansen (født 5. juni 1926 i Føvling, død 28. februar 2023) var en dansk politiker (Socialdemokraterne) og minister.
J.K. Hansen var uddannet inden for militæret, og var major i Forsvarets Intendanturkorps, da han blev medlem af Folketinget i 1975, valgt for Socialdemokratiet i Sønderjyllands Amtskreds. Han var engageret i lokale foreninger i Sønderjylland. Hansen var minister for offentlige arbejder i Regeringen Anker Jørgensen V fra 30. december 1981 til 10. september 1982.
Han var medlem af Socialdemokratiets hovedbestyrelse fra 1977 til 1982, og sekretær for den socialdemokratiske Folketingsgruppe fra 1977 til 1981. Efter ministertiden var man formand for Trafikudvalget og trafikpolitisk ordfører i en årrække, indtil han forlod Folketinget i 1994.
J.K. Hansen blev valgt til amtsrådet i Sønderjyllands Amt ved kommunalvalget 1997 og sad i amtsrådet fra 1. januar 1998 til 31. december 2001.
Han var gift med Dagmar fra 1952 til hendes død i 2022.